# Rodoguna
Rodoguna, princesa dels parts és una tragèdia en cinc actes i en vers de Pierre Corneille que va ser representada per primera vegada el 1645 i publicada el 1647. Va tenir un gran èxit i el mateix Corneille va considerar que era una de les seves millors peces teatrals.

## Argument
Cleòpatra, l'ambiciosa reina de Síria, esposa de Demetri Nicànor i mare d'Antíoc i Seleuc, està malalta de gelosia per la jove princesa Rodoguna, germana del rei dels parts. Aquesta gelosia la durà a matar Nicanor i a prometre la seva corona al fill que mati Rodoguna. No obstant això, no tindrà en compte que Antíoc i Seleuc estan enamorats de la princesa. Finalment, Cleòpatra es va suïcidar després de matar a Seleuc i d'intentar enverinar Antíoc i Rodoguna.
Aquesta peça tracta de les passions al voltant de la corona. Els joves prínceps, que havien viscut a Egipte durant el seu període educatiu, s'enfronten ara a la crueltat de la seva mare, massa ambiciosa, i disposada a no deixar que regni cap d'ells.

## Personatges
- Cleòpatra, reina de Síria, vídua de Demetri Nicànor.
- Seleuc, fill de Demetri i de Cleòpatra.
- Antíoc, fill de Demetri i de Cleòpatra.
- Rodoguna, germana de Fraates, rei dels parts.
- Timàgenes, preceptor dels dos prínceps.
- Orontes, ambaixador de Fraates.
- Laonice, germana de Timàgenes, confident de Cleòpatra.

L'acció passa a Seleucia, al palau reial.

## Traducció catalana
- Rodoguna. Tragèdies selectes. Traducció i presentació de Jordi Parramon i Blasco. Edicions de 1984. Barcelona, 2008